# コンスタンティーヌトラム
コンスタンティーヌトラム（アラビア語: ترامواي قسنطينة、英語: Constantine tramway、フランス語: Tramway de Constantine）は、アルジェリアの都市・コンスタンティーヌに存在する路面電車（ライトレール）。2013年に開通した路線である。

## 概要
道路の混雑緩和や公共交通機関の拡充を目的として、アルジェリアでは2000年代以降主要各都市に路面電車（ライトレール）を建設する計画を進めている。コンスタンティーヌの路面電車であるコンスタンティーヌトラムもその1つで、最初の路線は2013年7月4日に開通式典が行われた後、フランスからの独立記念日にあたる翌日（7月5日）から営業運転を開始した。その後2019年6月3日に延伸区間が開通している。運営はアルジェリアの他の路面電車と同様、フランスやアルジェリアの公共交通事業者や運営組織が出資した特別目的会社の「セトラム（SETRAM）」が行っている
。
長い歴史を有するコンスタンティーヌの旧市街は道路幅が狭く勾配も急である事から路線は旧市街からやや離れた場所に建設されており、2019年現在は旧市街と接続するベン・アブデルマルク・ランダーヌ（Ben Abdelmalek Ramdane）と住宅地の開発が進んでいるカドリ・ブラヒム（Kadri Brahim）までの全長14.7 kmの路線が存在する。この開業に合わせてルメル渓谷を渡る路面電車・歩行者専用の橋梁が建設されている他、併用軌道が設置された区間では自動車レーンを狭めて一方通行とするなどの制限が行われている。始発列車は午前4時代、最終列車は午後10時（22時）代に設定され、平日は4 - 5分間隔、休日でも最長6分間隔という高頻度運転が実施されている。運賃は400ディナールで、10日間使用可能な乗車券も320ディナールで発行されている他、月額1,200ディナールで自由な乗車が可能となる定額制カード「TAWASSOL」も利用可能である。2020年時点での総利用者数は1,620万人以上を記録している。

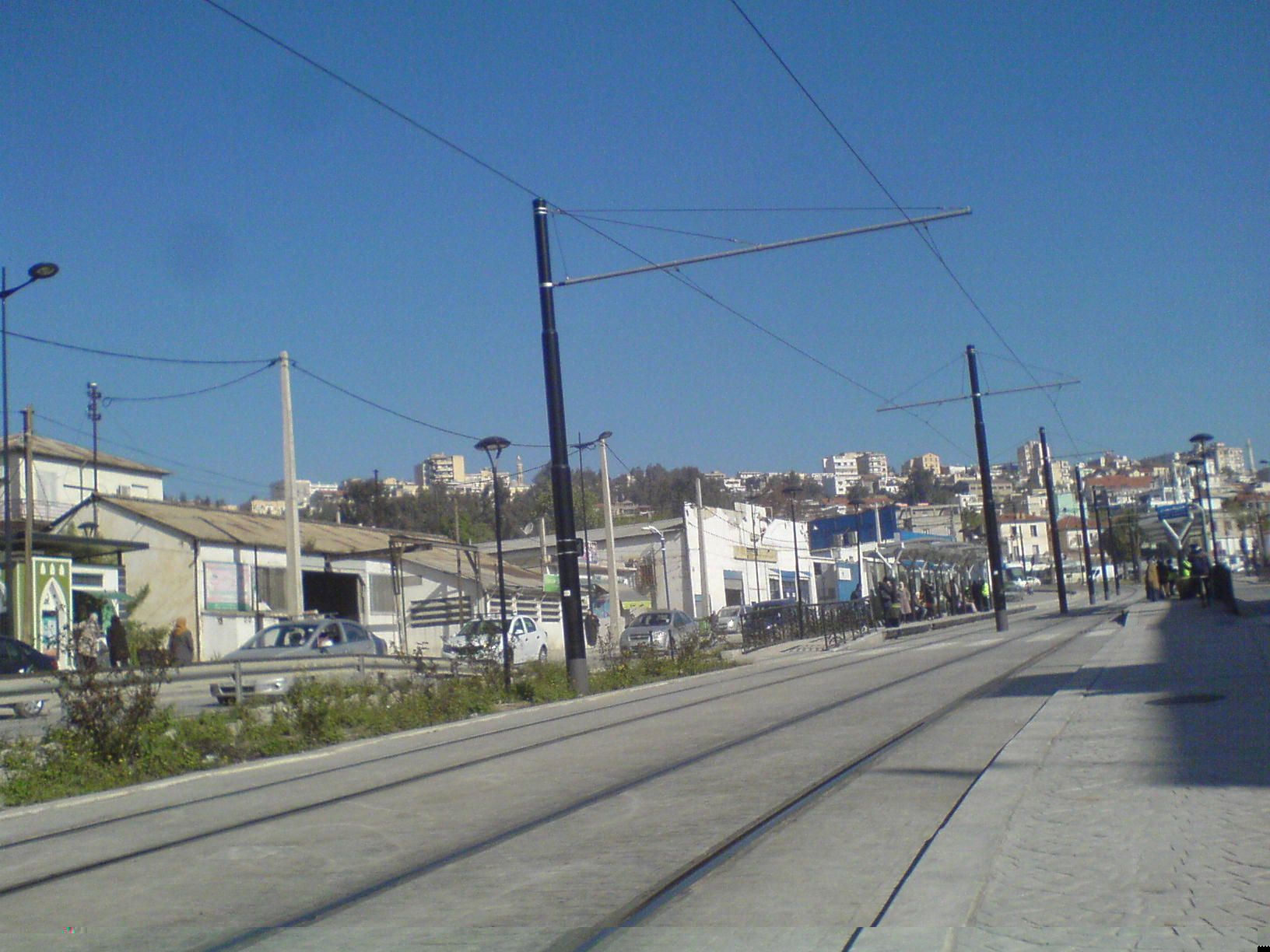
コンスタンティーヌトラムの電停（2016年撮影）

## 車両
コンスタンティーヌトラムで使用されている車両は、フランスの鉄道車両メーカーであるアルストムが展開するシタディス402である。両運転台の7車体連接車が導入されており、営業運転時の平均速度は20 km/hである。開業時に導入された27両（101 - 127）はスペイン・バルセロナにあるアルストムの工場で生産された。後述する増備車を含めた主要諸元は以下の通りである。
| 主要諸元                      | 主要諸元       | 主要諸元    | 主要諸元 | 主要諸元 | 主要諸元 | 主要諸元 | 主要諸元 | 主要諸元 | 主要諸元                |
| 両数                          | 車両番号       | 編成        | 運転台   | 全長     | 全幅     | 定員     | 低床率   | 軌間     | 備考・参考              |
| ----------------------------- | -------------- | ----------- | -------- | -------- | -------- | -------- | -------- | -------- | ----------------------- |
| 27両(1次車) 24両(2次車、予定) | 101-127(1次車) | 7車体連接車 | 両運転台 | 43,760mm | 2,650mm  | 414人    | 100%     | 1,435mm  | [ 5 ] [ 3 ] [ 4 ] [ 8 ] |

## 今後の予定
コンスタンティーヌトラムではモアメ・ブディアフ空港方面への延伸を計画しており、完成後の全長は25 kmとなる予定である。また、それに備えた24両の車両増備が進められており、アルストムを始めとするフランスやアルジェリアの企業の出資によって設立された「シタル（CITAL）」がアンナバに有する工場で生産される。ただし2020年時点で車庫に収容可能な車両数が47両に限られている事から、6両についてはアルジェリアの首都・アルジェのアルジェトラムへのリースが検討されている。

## 参考資料
- TAUT (2014-4). “BLACK GOLD PAYS FOR ALGERIAN LRT DEVELOPMENT”. Tramways & Urban Transit No.916 (LRTA) 77:  152-155 2020年6月28日閲覧。.
- Mike Russell (2015-5). “Systems Factfile No.92 Constantine, Algeria”. Tramways & Urban Transit No.929 (LRTA) 78:  201-204 2020年6月28日閲覧。.
- TAUT (2019-11). “ALGERIA’S TRAMWAY REVOLUTION Part One”. Tramways & Urban Transit No.983 (LRTA) 82:  415-420 2020年6月28日閲覧。.